# Gmina Washington (hrabstwo Butler, Iowa)

Położenie Gminy Washington w hrabstwie Butler

Gmina Washington (ang. Washington Township) – gmina w USA, w stanie Iowa, w hrabstwie Butler. Według danych z 2000 roku gmina miała 377 mieszkańców.